# Ypthima emporialis
Ypthima emporialis är en fjärilsart som beskrevs av Martin 1929. Ypthima emporialis ingår i släktet Ypthima och familjen praktfjärilar. Inga underarter finns listade i Catalogue of Life.